# John Ross
John Ross (24. června 1777 – 30. srpna 1856) byl skotský námořní důstojník a polárník. Zabýval se zejména průzkumem arktických oblastí Severní Ameriky při hledání severozápadní cesty do Číny na počátku zlatého období polárních výprav.

## Původ a nomořnická kariéra
Ross pocházel z jihozápadního Skotska, z rodiny duchovního Skotské církve a dcery starosty. Od devíti let sloužil u Královského námořnictva a poté na obchodních lodích. V dospělém věku se vrátil k námořnictvu, kde budoval důstojnickou kariéru. Sloužil v Baltském moři pod Jamesem Saumarezem, účastnil se také napoleonských válek.

## První arktická výprava
Po napoleonských válkách Británie jevila zájem o průzkum polárních oblastí, hledání nové cesty do Asie a omezení ruské kolonizace Ameriky, resp. Aljašky. Vypsala proto odměnu za objevení tzv. severozápadního průjezdu kolem Severní Ameriky do Beringovy úžiny a dále do Číny a za dosažení severního pólu.
Výpravu pro průzkum arktické oblasti a nalezení průjezdu vedl John Ross na lodi Isabella, jeho zástupce, mladý poručík William Parry, velel lodi Alexander. Výprava doplula do Lancasterského průlivu na západě Baffinova moře mezi ostrovem Devon a Baffinovým ostrovem. Ten (správně) považovali za začátek severozápadního průlivu, ale Ross byl přesvědčen, že se jedná o zátoku uzavřenou pásmem pohoří, které nazval podle britského ministra námořnictva Crockerovými horami a výprava se vrátila do Anglie.
Mytické Crockerovy hory – jednalo se zřejmě o optický klam, fatu morganu – se staly předmětem výsměchu a následující akrtické výpravy vedl Parry, který jejich existenci vyvrátil a dosáhl významných pokroků v průzkumu severozápadní cesty, uzavřené však masou mořského ledu, další cesty pak Parry vedl směrem k severnímu pólu.

## Druhá arktická výprava

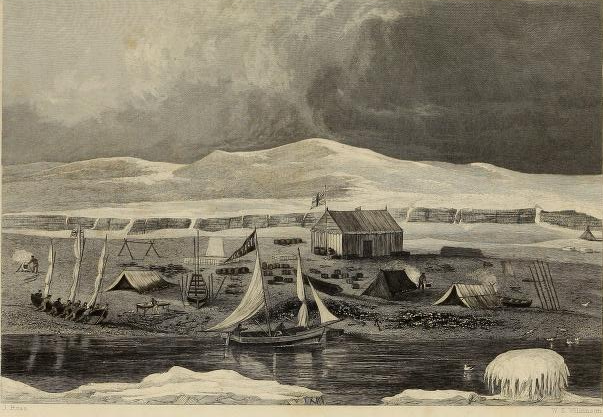
Sídliště Rossovy výpravy, ilustrace zprávy o výpravě z roku 1835

K napravení pošramocené pověsti chtěl Ross uspořádat novou výpravu za severozápadní cestou, kterou však britská vláda nechtěla podpořit a financoval ji proto ginový magnát Felix Booth. Rossovým zástupcem se stal jeho mladý, ale již polárně zkušený synovec James Clark Ross. K výpravě využil parním strojem poháněnou loď Victory s nízkým ponorem. Díky menšímu množství ledu – a navzdory problémy s parním strojem – Ross proplul Parryho objeveným průlivem Fury a Hekla až k ostrovu Somerset i Ballotovým průlivem. Zde v Boothijském zálivu loď zamrzla a na východním pobřeží poloostrova Boothia strávily tři zimy. Místa byla nazvána podle sponzora výpravy. Oba Rossové se spřátelili s Inuity z nedaleké osady a získali od nich cenné poznatky, jak co se týče života v polární oblasti, včetně využití saní, tak geografické znalosti oblasti. John Ross také život dokumentoval pomocí akvarelů. James využil jízdy na saních k nalezení a zaměření polohy severního magnetického pólu Země, objev, který si pak jeho strýc jako vedoucí výpravy přivlastnil.

## Další život
Za výsledky své druhé arktické cesty získal řadu ocenění a stal se britským konzulem ve Stockholmu. Již v pokročilém věku se roku 1850 vydal na svou poslední polární cestu jako jeden z mnoha cestovatelů po stopách ztracené Franklinovy expedice. Výprava však nebyla úspěšná a i kvůli kurdějím se následujícího roku vrátila do Anglie. Odebral se pak zpět do Skotska a již se neplavil, věnoval se psaní a byl i díky svým jazykovým znalostem poradcem britské vlády pro Baltskou oblast. Zemřel při návštěvě Londýna, kde je pohřben na hřbitově Kensal Green.